# Solo (James Bond)
Pour les articles homonymes, voir Solo.
Solo est un roman écrit par William Boyd, dont le personnage central est James Bond. Il a été publié pour la première fois au Royaume-Uni le 26 septembre 2013 en version reliée, électronique et audio. Il a été également publié aux États-Unis le 8 octobre 2013, ainsi qu'en France aux Éditions du Seuil le 6 mars 2014.
Nous sommes en 1969 et, alors qu’il vient juste de célébrer son 45e anniversaire, l’agent britannique James Bond 007 est convoqué au quartier général pour une nouvelle mission : le Zanzarim (pays fictif), une nation perturbée d’Afrique de l’Ouest, est ravagé par une terrible guerre civile. Bond est donc envoyé par M pour mettre un terme aux actions des rebelles qui menacent le régime établi.

## Résumé
L'histoire commence à l'hôtel Dorchester de Londres, en 1969, où James Bond fête seul ses 45 ans. Il se remémore sa jeunesse durant la Seconde Guerre mondiale où il était dans une section de la 30 Assault Unit, il avait alors 19 ans. Au lendemain du Débarquement de Normandie, l'objectif de sa section était de mettre la main sur une machine à coder se trouvant dans un château normand. C'est durant cette mission que Bond a pour la première fois vu la mort de près, face à un soldat allemand.
À l’hôtel, Bond rencontre par hasard une femme, Bryce Fitzjohn, qui l'invite à une fête chez elle. Il s'y rend en Jensen FF grise (voiture qu'il essaye afin de remplacer son ancienne Bentley). Ne trouvant personne et se demandant s'il ne s'agit pas d'un traquenard, il décide d'entrer par effraction avant de repartir une fois Bryce revenue chez elle.
Quelques jours plus tard, il est convoqué dans le bureau de M. Le Zanzarim, un pays d'Afrique occidentale, est déchiré depuis deux ans par une terrible guerre civile qui a pour principale origine la séparation (pour une histoire de pétrole) d'une région du Zanzarim de ce dernier pour s'autoproclamer « République démocratique du Dahum » (pays et conflit fictifs inspirés de la guerre du Biafra opposant le Nigeria et le Biafra). Le gouvernement de Sa Majesté soutient le Zanzarim et la mission de Bond, sous une couverture de journaliste, est de « rendre moins efficace » l'architecte de la résistance dahumienne, le général Solomon Adeka, dit « Le Scorpion », pour que la République démocratique du Dahum perde face à l'armée du Zanzarim qui essaye de reconquérir son ancien territoire, afin que la guerre puisse s'achever.  
Avant de partir, Bond rend visite à Gabriel Adeka, le frère de Solomon, pour qu'il l'aide à le rencontrer ; mais Gabriel lui dit ne pas pouvoir car il n'a plus de contact avec son frère.
L'avion de Bond atterrit à Sinsikrou, la capitale du Zanzarim, et après être allé à son hôtel et à une conférence de presse, Bond prend contact avec la chef de poste des services secrets britanniques au Zanzamim, Efua Grâce Ogilvy-Grant. L'idée est de gagner la frontière avec la République démocratique du Dahum en passant d'abord par la route, puis par bateau, accompagné d'Ogilvy-Grant.
Sur le trajet, avant le départ en bateau, ils couchent ensemble. Cependant, au réveil, des soldats du Dahum dirigés par un certain Jakobus Breed (un homme au visage défiguré) les embarquent : ils pensent que Bond est un membre des forces spéciales britanniques. 
Pendant la nuit, le groupe est pris dans une fusillade avec les forces du Zanzarim. Bond profite de ce moment pour s'échapper, mais Grâce disparaît lors de l'échange de tirs. Bond, de nouveau seul et sans provision, progresse dans les terres du Dahum constituées de forêts tropicales et de savanes. Durant son périple, il tombe sur un village ravagé et jonché de cadavres. Il parvient à rejoindre un autre village en stop où il retrouve Kobus qui le fait monter dans sa voiture en direction de Port Dunbar (la capitale du Dahum). Kobus lui explique qu'il est désolé et que les membres de son gouvernement seraient très heureux de rencontrer un journaliste de l'« agence de presse libre ».
On propose à Bond un assistant, Dimanche, celui-ci lui fait visiter la ville et l'emmène interviewer la ministre de l'Intérieur. Il apprend que Solomon Adeka ne veut participer à aucune interview de la presse étrangère. Bond se rend à l'aérodrome de Janjaville, un endroit apparemment d'une importance stratégique pour la guerre. Sur place, il y rencontre Hulbert Linck, un millionnaire ayant investi pour la survie du Dahum. 007 est témoin du ravitaillement du pays en vivres et en munitions par un avion Super Constellation.
Le lendemain, Bond retrouve Breed à un village et assiste à la pendaison par la mâchoire avec un hameçon des corps de soldats zanzari. Il assiste également à la bénédiction des troupes par un « sorcier » censé les rendre invincibles. Une bataille pour l'aérodrome se prépare et Bond se propose d'y accompagner Breed. Les forces dahumiennes sont en mauvaise posture et 007 propose un plan à Kobus pour faire face à la situation désespérée en échange d'une entrevue avec Adeka. Breed accepte, le plan de Bond fonctionne et l'armée dahumienne sort victorieuse de cette bataille.
Plus tard, Bond est présenté à Adeka. Celui-ci se trouve dans un lit d'hôpital et est de toute évidence très malade. Solomon lui remet « l'étoile d'or du Dahum », la plus haute distinction militaire du pays. 007 laisse Adeka peu après. Trois jours plus tard, Bond assiste aux funérailles du général ; le colonel Denga prend sa place. Malgré sa mort, rien ne semble changer au Dahum. M suggère à son agent de rester à Port Dunbar jusqu'à la fin des hostilités.
Bond apprend plus tard de Linck qu'un bateau cargo doit bientôt arriver avec du matériel. 007 décide de rendre une petite visite à Tony Msour, le « sorcier ». Celle-ci se termine par l'enlèvement de ce dernier avant que Bond ne l'abandonne dans le coffre d'une voiture avec un puissant produit censé le rendre inconscient pour deux jours.
L'armée zanzari intensifie ses offensives et gagne de nombreuses batailles ; le moral et la résistance des troupes dahumiennes semblent disparaître et des membres du gouvernement fuient le pays. Alors que Bond est aussi sur le point de quitter le Dahum via le Super Constellation, il remarque le logo d'AfricaKIN (une association caritative créée par Gabriel Adeka) sur celui-ci et est amené par des hommes armés à Kobus. Ce dernier a découvert les intentions de Bond et se prépare à le tuer, lorsque Grâce apparaît également aux côtés de Breed. Bond se prend une balle dans la cuisse droite par Kobus et une autre par Grâce dans la poitrine avant d'être laissé pour mort.  
Bond, trouvé par l'armée zanzari, est rapatrié au sud d'Édimbourg où il est hospitalisé plusieurs semaines. Pendant ce temps, la guerre a pris fin et le Dahum a été dissous. À l’hôpital, Bond reçoit la visite de M ; ce dernier lui apprend que la personne qui s'est présentée à lui comme E.G. Ogilvy-Grant n'était autre que la secrétaire de ce dernier et qu'elle s'appelle en réalité Aleesha Belem. Tout comme Breed et Linck, elle a disparu. Bond a l'intention de se venger bien que l'éthique du Service interdise de telles initiatives personnelles ; il compte y aller en « solo » en faisant croire qu'il prend des vacances. Ainsi il quitte l'hôpital pour se rendre à Londres.
De retour à son appartement à Chelsea, il y découvre sa gouvernante, Donalda, blessée, et décide d'appeler May pour qu'elle prenne soin d'elle. Bond se rend aux locaux d'AfricaKIN ; tout est vide mais un jeune homme lui apprend que l'association a déménagé à Washington DC sous le nom d'AfricaKIN Inc. Bond se rend au studio de cinéma où Bryce Fitzjohn (ou Astrid Ostergard, de son autre nom) tourne un film. Après l'avoir retrouvée chez elle, il lui subtilise son passeport avant de se rendre chez un faussaire afin de pouvoir l'utiliser.
007 arrive à Washington par avion. Après avoir rencontré par hasard à l'aéroport un ancien camarade de Fettes, Turnbull « Bouffi » McHarg, il loue un local en face des bureaux d'AfricaKIN Inc. avant de s'équiper dans une armurerie. Durant sa surveillance, Bond aperçoit Derga et décide de se rendre aux luxueux bureaux d'AfricaKIN Inc. pour y demander sans succès un rendez-vous avec Gabriel Adeka. Il sort en voyant Breed s'approcher.
Bond repère Aleesha Belem à AfricaKIN Inc. et décide de la prendre en filature. Il se fait volontairement voir afin de semer la panique chez l'ennemi avant de la reprendre en filature. Plus tard, deux agents de la CIA, dont le neveu de Felix Leiter, Brig, surprennent Bond à son poste d'observation avant de l'informer qu'Aleesha fait partie des leurs. Bond est mis en communication avec Felix ; ce dernier l'informe que la CIA enquête sur AfricaKIN Inc. et conseille à 007 de rentrer à Londres, ce qu'il feint d'accepter.
Bond se rend au motel où séjourne Aleesha Belem pour une petite confrontation au cours de laquelle il apprend qu'elle avait pour mission au Dahum de proposer l'asile aux États-Unis à Solomon Adeka. Celui-ci étant mort, elle l'a offert à Kobus et Denga. C'est la CIA qui a contribué au déménagement des locaux d'AfricaKIN à Washington, et son objectif semble être de retrouver Hulbert Linck. Aleesha a tiré sur Bond pour lui sauver la vie et gagner la confiance de Breed. Elle informe également 007 que Gabriel réside avec Kobus dans une maison-hôpital dans le Comté d'Orange (Virginie) où il accueille les enfants d'AfricaKIN Inc.
Bond fait une brève observation de la maison du Comté d'Orange et, lorsqu’il retourne à la chambre d'Aleesha, il la retrouve morte, pendue par la mâchoire.
Après l'avoir signalé à la CIA, Bond décide d'assaillir seul la maison du Comté d'Orange pour accomplir sa vengeance. 007 y tue Breed de manière douloureuse, notamment en lui faisant tomber un boulet de pierre sur l'épaule depuis le haut de la maison, et découvre à l'intérieur que les enfants d'AfricaKIN Inc. venant d'Afrique pour être hospitalisés transportent de l'héroïne. Il découvre également Solomon Adeka drogué, retenu prisonnier par Breed et « déguisé » en Gabriel. Linck se rend à Bond mais est volontairement abattu par la CIA qui intervient, accompagné de Felix Leiter. Le corps de Breed a également disparu.
Bond et Felix se rendent à Port Dunbar pour vérifier le cercueil de Solomon et ne trouvent que des sacs de ciment à l'intérieur. Felix décide de révéler à Bond que Hulbert Linck a offert son aide à Solomon Adeka pour la survie de la République démocratique du Dahum en échange de contrats pétroliers, sur lesquels Solomon toucherait également des pourcentages sur les profits. Cependant Solomon n'avait pas l'autorisation pour émettre de tels contrats, ce qui n'était pas le cas de son frère. Ainsi la fausse mort de Solomon a été organisée pour qu'il prenne la place de Gabriel (une fois celui-ci tué). Breed et Linck, pour ne pas prendre de risques, ont transformé Solomon en drogué, en parallèle du trafic de stupéfiants via AfricaKIN Inc. La CIA a volontairement éliminé Linck pour qu'il ne fasse pas obstacle à l'exploitation du pétrole zanzari par les pays occidentaux. 
De retour à Londres, 007 reçoit les félicitations de M qui l'informe qu'aucune sanction ne sera prise pour son acte solitaire. Bond retourne voir Bryce pour lui rendre son passeport. Alors qu'il passe la nuit chez elle, il entend des bruits dans le jardin mais n'y trouve personne. Ayant peur qu'il puisse s'agir de Breed, il décide de partir et de ne plus la revoir afin de la protéger.

## Personnages principaux
- James Bond
- Efua Grâce Ogilvy-Grant[2]
- Jakobus Breed
- Solomon Adeka
- Hulbert Linck
- Gabriel Adeka
- Bryce Fitzjohn
- Felix Leiter
- M

## Accueil critique
Solo s'est vendu à près de 9 000 exemplaires lors de sa première semaine de publication, soit 48 % de moins que le dernier roman de James Bond écrit par Jeffery Deaver, Carte Blanche (2011), et encore moins par rapport à celui de Sebastian Faulks, Le diable l'emporte (2008). Le 10 octobre, le London Evening Standard a listé le livre à la première place de la liste des meilleures ventes de Londres, lors des deux semaines du 5 et 12 octobre 2013, Solo a été listé comme numéro 3 dans la liste best-sellers fiction au Royaume-Uni, avant d'abandonner sa troisième place pour la quatrième le 19 octobre 2013.
Le roman reçoit des avis mitigés. Un certain nombre de critiques, notamment Robert McCrum dans The Guardian, David Mills dans The Sunday Times et Olen Steinhauer dans The New York Times, ont tous considéré le livre comme égal, ou supérieur, aux meilleurs romans de Ian Fleming. Steinhauer a estimé que c'est la description que Boyd fait de la guerre civile au Zanzarim qui donne au roman sa « plus grande puissance », mais il pense aussi qu'il y a une « ruse méta-fictionnelle propre » en connectant les expériences de guerre de Bond avec le 30 Assault Unit (en), une unité commando britannique développée par Ian Fleming. La connexion a également été reprise par Geoffrey Wansell, critique pour le Daily Mail, qui a vu l'hommage rendu à Fleming comme un « coup de maître », dans un roman qu'il pense comme « ramenant le vrai Bond, triomphalement ». Dans The Guardian, Richard Williams a dit avoir vu que Boyd utilisait une formulation similaire à celle de Fleming, tout en incluant « des gestes d'indépendance » avec ses propres idées. Williams estime que le résultat est une histoire qui « divertit beaucoup plus qu'elle exaspère ».
Une grande partie de la critique sur le roman se concentre sur l'intrigue. Jon Stock, écrivant dans The Daily Telegraph, a pensé que, bien que Boyd utilise les détails de la même manière que Fleming, attirant les amateurs de James Bond, le livre a été fondé sur « une intrigue curieusement non-exaltante » et qui était aussi « compliquée ». Dans The National, Nick Leech a également noté l'utilisation de détails, mais a estimé que cela a conduit à « un récit pédant et sinueux » aboutissant à « un final décevant ». Écrivant dans le London Evening Standard, David Sexton en convint, qualifiant le livre de « roman plutôt distrait », une « sortie boiteuse » dans le critère James Bond. David Connett a aussi vu des failles dans le roman, le qualifiant de « truc anémique », même s'il estime qu'il est « de loin supérieur à la dernière tentative pour donner vie à Bond par Jeffery Deaver ».

## Autour du livre
- Durant la journée de lancement de Solo à l’hôtel Dorchester (où s’ouvre la première scène de ce roman), William Boyd a signé sept copies du livre (Solo 001 à 007) et les a remis à des hôtesses de la British Airways pour être ensuite transportées à l'aéroport de Heathrow dans un convoi de sept voitures Jensen. Les sept exemplaires de Solo ont été remis à sept capitaines dans des mallettes en plexiglas et se sont envolés pour sept villes liées à l'auteur ou au personnage de 007 (Amsterdam, Édimbourg, Zurich, Los Angeles, New Delhi, Le Cap et Sydney), avant d'être remis en mains propres par les capitaines à leurs destinataires[16].
- C'est l'acteur Dominic West qui prête sa voix pour la version audio du roman[17].
- Dans la préface du livre, William Boyd établit que Bond est né en 1924, cependant il existe des divergences sur l'année de naissance de ce dernier.
- Selon l'auteur, le choix du titre s'explique notamment par le fait qu'il soit dans le thème du roman, instantanément reconnaissable à l'international et par le fait que les deux O rappellent les 00 de 007[18].